# Брестовица (област Пловдив)
 Тази статия е за българското село в област Пловдив.  За другото българско село в област Русе вижте Брестовица (област Русе).  
Брестовица е село в Южна България. То се намира в община Родопи, област Пловдив.

## География
В една топографска карта на Европейска Турция, изработена от австрийски картографи през 1851 г., село Брестовица е нанесено като мъничка точица сред северните родопски ридове. Географската среда ни помага да прочетем 500-годишната история на селото в синтезиран вид. Нагоре, над селото, в Родопите, са закрилните височини, до които кракът на завоевателите, идващи от запад или изток по големия римски път край Марица, не може да стигне. Спасителна за брестовичани охрана са създавали и гъстите гори, обрамчили околните ридове, а откъм полето, покрай римския път, са се ширели непроходими тресавища със сплетени гъсталаци, водолюбиви дървеса, в които чужденец не е смеел да нагази.
Това географско обкръжение на селото е запазено и днес, като само част от къщите му са се спуснали надолу, към открития простор на север, по-близо до равнината. Селото стои на 18 км югозападно от Пловдив в най-северното подножие на Върховръшкия рид на Западни Родопи, на границата с Горнотракийската низина, на височина 297 м.
Горският фонд е с площ 2500 ха. Релефът е силно пресечен, характеризиращ се с гори, ливади, дерета, и заоблени върхове. Климатът е преходноконтинентален, като най-разпространени почви са канелено-горските, светлокафявите горски и планинско-ливадните.
Местността Лещенско (60 ха) е разположена на 650 m надморска височина, а местността Бряновщица (20 ха) – 930 м. Тази надморска височина е имала и има много благоприятно въэдействие върху здравето на брестовичанина.
Районът е с висока стойност на биологично разнообразие. Има всички дървесни видове, характерни за географския пояс. Горите заемат близо 2/3 от територията на района, като една пета от тях са изкуствено създадени, предимно иглолистни видове – бор и ела. От естествените широколистни гори преобладават габър, леска, дъб, бук, бряст, липа, дрян, глог, а от иглолистните – бял и черен бор, ела, хвойна. Според целите на стопанисване 5% от горите в района са за дърводобив, а 95% са със специфични екологични функции.
Районът се обитава от зайци, лисици, язовци, чакали, диви прасета, вълци, сърни, елени, муфлони; синигери, славеи, кукувици, косове, свраки, сови, бухали, сива врана, черна гарга, различни видове орли и др. До 1980-те той е естествено обиталище на киклици (скална яребица) и лещарки – много редки видове, както и на голямо разнообразие от пойни птички, които изчезват в резултат на неправомерно изсичане на горите, бракониерство и общо замърсяване на средата.
Местността Бряновщица граничи с бившето представително ловно стопанство „Тъмраш“, където в миналото са развъждани мечки, диви прасета, различни видове елени, сърни, муфлони, диви кози. Част от тези животни не се срещат, но е запазено естественото им обиталище и изкуствено създадените условия, което би могло да се използва за населяване с такива видове животни.

## История
По предание Брестовица съществува отпреди 13 века. В землището на с. Брестовица са открити следи от праисторическо селище, обитавано през халколита. Намерени са каменни оброчни плочи с изображение на тракийския конник, сребърни монети и др.
Сведения за селото, под името „Брестовче“ има в регистъра на акънджиите от 1472 г. и под името „Прастовча“ в регистъра на доганджиите-соколари от 1477 г. Името на селището се споменава в турски регистър от 1576 г., където е отбелязано с българското име Бирестувиче, а по-късно носи и турското име Дереджикьой. В подробен регистър на джелепкешаните от 1576 година са отбелязани двама джелепкешани в село Бирестовиче - Михо Дойно и Димитри Кою.
Запазени са останки от манастира Св. Никола, строен по време на Търновското царство и опожарен при голямото помохамеданчване през 1666 г. В Пловдивската митрополитска библиотека се съхранява ръкописно Четвероевангелие от в 17 век, Месецеслов с избрани тропари от 15 век и др., които дават основание да се предполага, че в манастира Свети Никола са се трудили книгописци.
Според свидетелства на посетили селото през 1861 година американски мисионери, в него има две църкви и училище със 150 ученици.
При избухването на Балканската война в 1912 година един човек от Брестовица е доброволец в Македоно-одринското опълчение.
В спомените си Христо Чобанов (Бай Ганчо), един от оцелелите комунистически партизани от партизанския отряд „Антон Иванов“ пише, че жителите на Брестовица като цяло са настроени срещу партизаните. Той пише също, че повечето брестовичани са заможни хора, които продават гроздето си в Германия. Според него само двама брестовичани се включват като партизани в партизанското движение в България през 1941-1944 г.

## Население
Численост на населението според преброяванията през годините:
| \| Година на преброяване \| Численост \| \| --------------------- \| --------- \| \| 1934 \| 4219 \| \| 1946 \| 4959 \| \| 1956 \| 4733 \| \| 1965 \| 4667 \| \| 1975 \| 4438 \| \| 1985 \| 4243 \| \| 1992 \| 4144 \| \| 2001 \| 3939 \| \| 2011 \| 3534 \| \| 2021 \| 3168 \| |           |
| Година на преброяване | Численост |
| 1934 | 4219      |
| 1946 | 4959      |
| 1956 | 4733      |
| 1965 | 4667      |
| 1975 | 4438      |
| 1985 | 4243      |
| 1992 | 4144      |
| 2001 | 3939      |
| 2011 | 3534      |
| 2021 | 3168      |

### Етнически състав
Преброяване на населението през 2011 г.
Численост и дял на етническите групи според преброяването на населението през 2011 г.:
|                     | Численост | Дял (в %) |
| Общо                | 3534      | 100.00    |
| Българи             | 2078      | 58.80     |
| Турци               |           |           |
| Цигани              | 179       | 5.06      |
| Други               |           |           |
| Не се самоопределят | 9         | 0.25      |
| Неотговорили        | 1259      | 35.62     |

## Религии
Върху основите на старата, разрушена от придошлото дере църква, през 1848 г. е поставен първият камък на новата – Свети Тодор Тирон, осветена на 25 август 1851 г. Църквата е изградена от дялан камък и е достатъчно голяма да приеме при богослужение цялото тогавашно население на селото. Иконите са изографисани от иконописците Димитър Зограф и Никола Зограф – баща и син от Самоков.

## Обществени институции

### Училище и детска градина
Началото на училищното дело е поставено през 1800 г. в учебна килия. Първата училищна сграда е построена за месеци от брестовичани през 1835 г., а първият учител е поп Иван от Котаровия род. Днес Основно училище Христо Ботев разполага с три сгради и богата учебно-материална база.

### Читалище
Читалище „Съзнание“ в с.Брестовица е създадено през 1873 г. През своята история то е съхранило авторитета и спецификата си на културен център в селото. Фолклорните състави към читалището са с траен интерес и познания в областта на фолклора. Песните и танците, които се разработват и поставят, са от всички фолклорни области на България и основно от тракийската. Наред с обработения фолклор, съставите вземат участие в представянето на автентичени ритуали и обичаи от бита и поминъка на село Брестовица – коледуване, бъднуване, къпънки, туйкане. Особено място заема представянето на ритуала зарязване, свързан с празника на селото – Трифон Зарезан – обвързан с основния поминък на населението – лозарството.
Към читалището функционират:
- самодеен младежки танцов ансамбъл Тракийци с много богата дейност и изяви в страната и чужбина;
- детски танцов състав за народни танци с участия в общински и регионални прегледи на художествената самодейност;
- женска певческа група за народни песни с богат репертоар и издаден компакт диск със 17 народни песни;
- женска певческа група за стари градски песни.

## Спорт
Спортното движение в с. Брестовица възниква през 20-те години на 20 век, под формата на гимнастически дружества и футболни отбори.
През 1950 г. е основано „Дружество за физическа култура и спорт“, познато след това в цялата страна като физкултурно дружество „Виктор“. То развива баскетбол, футбол, шахмат и борба.
От Брестовица тръгва спортната кариера на Ваня Гешева в кану-каяка – първият български олимпиец с три медала от една Олимпиада, а в академичното гребане победи жъне Магдалена Булгурова-Георгиева.
Спортният дух, масовото участие и високите постижения на спортистите налага изграждането на модерна база. През 1982 г. в двора на училището започва изграждането на нова спортна зала с баскетболно игрище и 250 места за зрители. В нея се провеждат часовете по физическо възпитание и тренировките на баскетболните отбори.

## Културни и природни забележителности

### Вилна зона „Бряновщица“
Красивата природа, чистите води и природни дадености са предпоставка за създаването на вилна зона „Бряновщица“, намираща се на 12 км от Брестовица и на 930 м надморска височина. Районът предлага богато растително разнообразие от бор, ела, габър, леска, дъб и др. Днес вилна зона „Бряновщица“, разполага с 240 частни вили и през нея целогодишно преминават около 5000 почиващи и туристи.

### Кулата
„Кулата“ в местността Бряновщица е централна част от руините на чифлика на тъмръшкия властелин Ахмед ага, владял 18 села от територията на днешната община Родопи по време на османското владичество. Това не е бил прост чифлик, а палат, летен дворец, крепост. Макар и изгорял, този дворец е внушителен с развалините си до днес. Неговите зъбести стени, белите комини, които още стърчат над развалините, високите стени, напъстрени с множество мазгали и чешмата която още тече, ясно свидетелствуват за богатството и влиянието на стопанина.

### Ловна хижа
Ловна хижа „Бряновщица“ е построена през 1935 г. с ентусиазма на ловците и населението на Брестовица. Масивната сграда от два етажа е изградена от камък. Още от откриването ѝ се използва за отдих и туризъм не само от населението на Брестовица, но и други любители на чистия въздух, спокойствието и тишината. Многократно са организирани детски и младежки лагери.

## Редовни събития
- 1 януари – Сурвакане. Децата обикалят селото и сурвакат, наричайки за здраве и берикет. Сурвачките са направени от дрян, окрасени с пуканки, люта чушка, чесън, вълна. Стопаните даряват децата с пари, орехи, плодове и др.
- 6 януари – Богоявление (Йордановден) – водосвет и хвърляне на кръста в ритуална чешма „Двете реки“. На този ден кумците ходят на гости у кумовете и искат прошка.
- 7 януари – Ивановден – „Къпънки“ – на този ден всички младоженци се къпят за здраве в коритата на ритуалната чешма „Двете реки“.
- 21 януари – Бабинден (ден на родилната помощ). Общоселски женски празник. Акушерките и лекарите, придружени от жените на Брестовица и музика се отправят към ритуалната чешма „Двете реки“, където се извършва ритуалното къпане на акушерките от млади родилки. Тържеството продължава с общоселско женско веселие.
- 13 февруари – Тържествен концерт, организиран от читалище „Съзнание“, посветен на празника на селото – Трифон Зарезан.
- 14 февруари – Трифон Зарезан – празник на селото. Основният обред – зарязване на лозята в Брестовица се извършва от години на 14 февруари с шествие. След църковните хоругви тръгва цялото село, начело с кмета, свещениците и водят със себе си свирачи. Всеки носи пита, варена кокошка или наденица, бъклица с вино и светена вода. Всеки лозар отрязва няколко пръчки или три корена и полива отрязаното място с вино. Зарязването се придружава с изричане на богословии за богата реколта. Празникът завършва с общо веселие. И така – ножиците са наострени, бъклиците са пълни, лозето очаква своите стопани.
- 13 март (датата се мени по църковния календар) – Сирни заговезни – обичай „Туйкане“. Обичаят „Туйкане“ се провежда в деня на Сирни заговезни. Според етнографски проучвания другаде в България подобен обичай на начеваща любов, изпълняван с толкова последователност, че да се превърне в традиция, няма. Свидетели сме на оригинален обичай-изява на езическа непосредственост и еротична чувственост на младите сърца, сред романтичния декор на нощните огньове.
- 1 май (датата се мени по църковния календар) – Великден – семеен празник. На този ден във всяка къща се приготвя печено агне. Селото усъмва с аромат на печено агне по брестовишки. Младоженците ходят на каниска в домовете на кумовете.
- 24 май – Ден на българската писменост и култура. Общоселско тържество организирано от читалище „Съзнание“.
- 15 август – Голяма Богородица – общоселски събор в местостта „Бряновщица“, „Празник на родовата памет“, Празник на параклис „Света Богородица“, във връзка с неговото освещаване от негово Високо Преосвещенство Метрополит Арсений.
- 14 септември – Кръстовден – ритуално откриване на гроздобера.
- 1 ноември – Ден на народните будители – тържество.
- 23 – 25 декември – Коледни тържества
- 31 декември – Тържествено посрещане на Нова година на площада

## Личности
- Васил Даков, български революционер от ВМОРО, четник на Иван Наумов Алябака[11]
- Ганю Атанасов (1860 – 1935) – български военен деец, полковник
- Георги Ташев, български революционер от ВМОРО, четник на Петър Ангелов[12]
- Димитър Тодоров, български революционер от ВМОРО, четник на Петър Ангелов[13]
- Павел Джингаров (1912 – 1945) – български офицер, капитан, разстрелян от Народния съд.
- Петър Петров (1919 – 2003) – инженер, изобретил първия дигитален ръчен часовник.
- Юри Буков (1923 – 2006) – един от големите пианисти на България.
- Ваня Гешева (р. 1960) – олимпийски шампион по кану-каяк.
- Магдалена Болгурова-Георгиева (р. 1962) – състезателка по академично гребане.
- Данаил Павлов Йовчев – учител, организатор на Септемврийското въстание (1923), съратник на Димитър Благоев.
- Асен Шопов (р. 1933) – български режисьор и актьор

## Други
Всестранна кооперация „Нов живот“ е създадена през 1908 г. Собственик е на винарска изба, пострена през 1943 г. със средства на брестовичани и е с капацитет 3 500 000 литра вино. За добрите вкусови качества на виното съществена роля играят благоприятните за отглеждане на лозя условия в района.
Най-старата винарска изба в с. Брестовица – „Мискет“ е създадена през 1936 г. като семейната изба от търговеца на вино Методи Хаджиянков.
В с. Брестовица се намира и винарска изба „Тодоров“, специализирана в производството само на червени вина, в бутикови серии, с ограничени количества.
Земеделска кооперация „Брестовица“, създадена през 1992 г. с 462 член-кооператори. Собственик е на почивна база „Бряновщица“ – със 768 m² застроена площ и 7 дка земя; с леглова база за 100 души и оборудвана кухня. Почивната база не се използва ефективно и дава възможност за включването ѝ при евентуално развитие на туризъм в селището.
Ловно-рибарска дружинка „Глиган“ – с. Брестовица е организация с традиции основана през 1897 г. Днес тя наброява 116 организирани ловци, разполага с 58 000 дка ловна площ, изключително благоприятна за ловуване в полски райони на местен и прелетен полезен пернат и космат дивеч като: пъдпъдък, гривек, гургулица, яребица, фазан, заек. В горския район се ловува предимно заек, сърна, дива свиня, лисица, чакал, дива котка. Благоприятни условия за лов предоставя ловната хижа, разположена в изключително живописна местност в Чернатишкия клон на средните Родопи, заобиколен с всички широколистни видове растителност, както и представители на иглолистни видове – бял и черен бор, ела.

## Кухня
В Готварската ни уикикнига има още следните брестовишки рецепти:
- Пълнено печено агне с кисело зеле по брестовишки
- Млечник – традиционен брестовишки десерт
- Сладък суджук
- Басма
- Плакеда с болгур
- Трахана